# Ammodytoides vagus
Ammodytoides vagus är en fiskart som först beskrevs av Mcculloch och Waite, 1916.  Ammodytoides vagus ingår i släktet Ammodytoides och familjen tobisfiskar. Inga underarter finns listade i Catalogue of Life.